# Can Jenar Ferrer
Can Jenar Ferrer és un edifici situat als carrers de Sant Joan i Caputxins de Vilanova i la Geltrú (Garraf), catalogat com a bé cultural d'interès local.

## Història
Va ser construït l'any 1865, d'acord amb la inscripció que apareix a la clau de l'arc del portal d'accés. El 1871, Àngels Ferret i Martí, vídua de l'indià de Vilanova Gregori Ferrer i Soler (1791-1853), va sol·licitar permís per a la construcció al primer pis d'una galeria d'arcades sota la direcció del mestre d'obres Josep Fabrés i Fontanals.
L'hereu fou Francesc Ferrer Ferret (1847-1920), succeït pel seu fill Jenar Ferrer Ferret (1880-1954), que el 1942 va demanar permís per a fer reformes a l'interior del segon pis.

## Descripció
De planta rectangular, consta de planta baixa i tres pisos, i a l'extrem de la façana que dona al carrer de Sant Joan hi ha un cos lateral d'una sola planta. Té coberta a dues vessants a la cantonada i plana a la resta. Les façanes presenten modificacions efectuades al llarg del temps. De les obertures de la planta baixa es conserva el portal d'accés, amb porta d'arc escarser i un interessant vestíbul. Les obertures dels pisos superiors són totes allindanades, emmarcades en pedra i de dimensions decreixents en alçària. Al primer pis hi ha un balcó amb barana de ferro forjat que ocupa la cantonada. Està coronat per una cornisa i una barana.
A l'interior del primer pis es conserven pintures decoratives originals.